# 高野公男
高野 公男（たかの きみお、1930年2月6日 - 1956年9月8日）は日本の作詞家である。本名は高野 吉郎（-きちろう）。茨城県西茨城郡北山内村（現：笠間市大郷戸）出身。東洋音楽学校（現：東京音楽大学）中退。

## 経歴・人物
大学在学時に作曲家の船村徹と出会い、作詞家活動を開始。
1954年にビクターレコード専属の作詞家としてデビューしたもののこれといったヒット曲もなく、鳴かず飛ばずの状態が続いたがもう後がないと思って売り込みに行ったキングレコードで春日八郎を担当していたスタッフの目にとまり、春日の歌唱による『別れの一本杉』が大ヒットして一躍名の知られる作詞家となった。
その後コロムビア専属となっても、船村とのコンビで数々のヒット曲を生み出す。高度経済成長時代の当時、田舎のにおいが感じられる公男の詞による曲は集団就職などで都会に出てきた若者たちの心をとらえた。
しかし1955年、『別れの-』のヒットから間もなく公男は肺結核に侵され翌1956年9月8日、国立水戸病院で死去、26歳没。
後に彼の生涯は松竹から『別れの一本杉』という題名で映画化された。

## 代表作『別れの一本杉』
- 2006年11月22日にキングレコードから、春日、美空ひばり、三橋美智也、村田英雄、北島三郎、五木ひろし、大川栄策、藤圭子などの歌手が歌った『別れの-』を収録したアルバム「別れの一本杉は枯れず」が発売された（これらの『別れの-』のうち、シングルレコードとして発売されたのは春日が歌唱したもののみである）。

## 『別れの一本杉』以外の主な作品
- あの娘が泣いてる波止場（三橋美智也）
- ご機嫌さんよ達者かね（三橋美智也）
- ハンドル人生（若原一郎）
- 早く帰ってコ（青木光一）
- 男の友情（青木光一）
- 三味線マドロス（美空ひばり）

## 公男を演じた俳優
- 川喜多雄二（松竹映画『別れの一本杉』）